# دوغلاس فرنانديز
دوغلاس فرنانديز (بالإسبانية: Douglas Fernández) هو منافس ألعاب قوى فنزويلي، ولد في 22 نوفمبر 1959.

## وصلات خارجية
- دوغلاس فرنانديز على موقع أوليمبيديا (الإنجليزية)